# Jan Jaroslawski

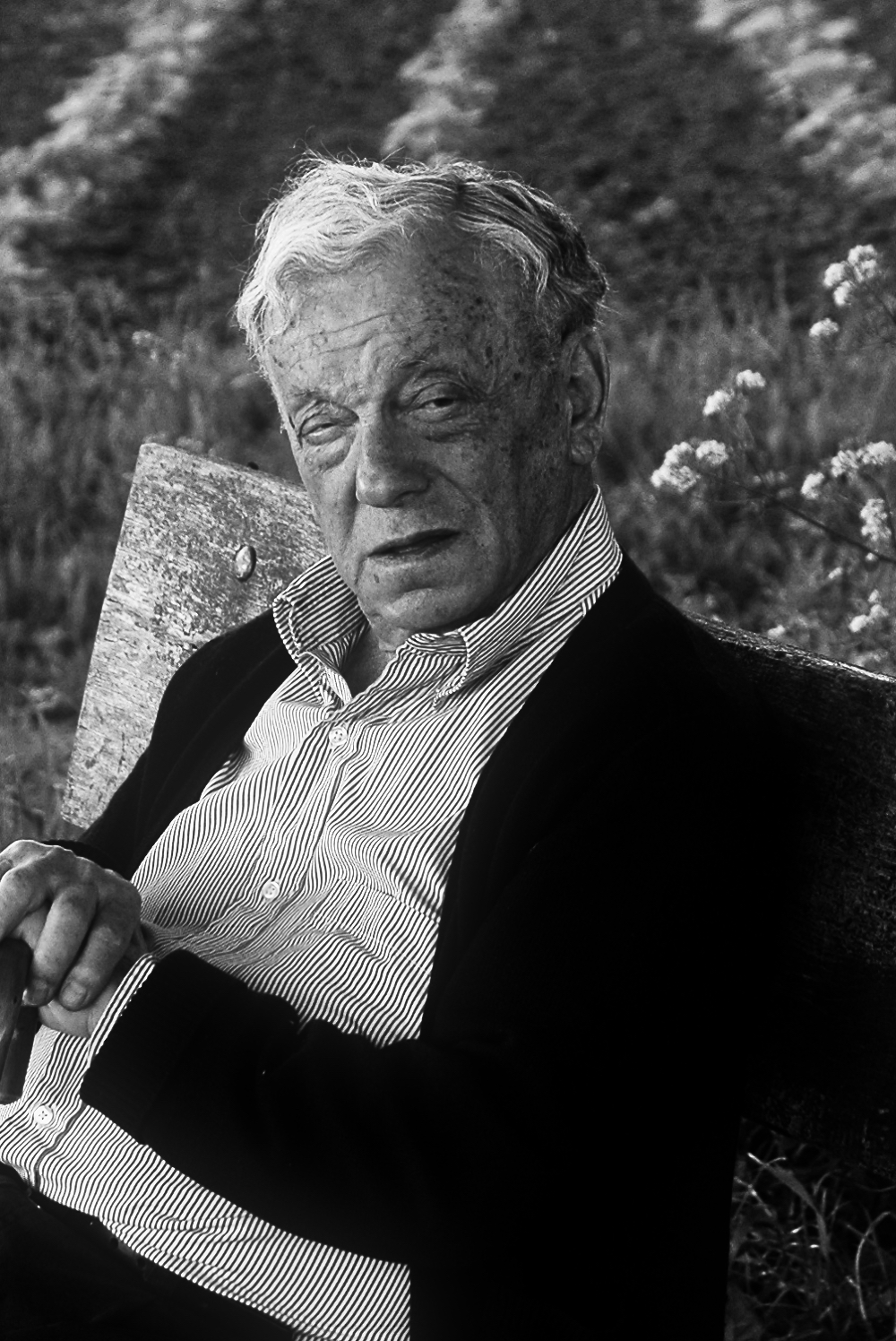
Jan Jaroslawski, 2007

Jan Jaroslawski (* 25. Mai 1925 in Łódź, Polen; † Dezember 2020) war von 1972 bis 1990 Professor an der Universität Bremen an der Abteilung für die Theorie politischer Herrschaftssysteme. Bekannt wurde er vor allem durch seine umfassende Auseinandersetzung mit der Soziologie der kommunistischen Partei.

## Biografie
Jaroslawski wurde 1943 aus dem Warschauer Ghetto ins KZ Auschwitz deportiert und erlebte das Ende des Zweiten Weltkriegs während eines der Todesmärsche, die im Zuge der Auflösung der deutschen KZs stattfanden, beim Einmarsch der US-Armee in die Oberpfalz.
Nach dem Krieg kehrte er in seine Heimatstadt Łódź zurück, wo er Soziologie studierte. Ende der 1940er Jahre heiratete er Halina Jaroslawski (1922–2016), die er seit dem Studium in Warschau kannte. Das Paar hatte zwei Söhne.
In den ersten Nachkriegsjahren arbeitete er nach seinem Studium als Soziologe am Nationalen Institut für Urbanistik (inzwischen Nationales Institut für Architektur und Urbanistik), später arbeitete er in der Redaktion der politischen Zeitschrift Nowe Drogi (Neue Wege), bis die ganze Familie im Herbst 1968 aus politischen Gründen aus Polen emigrierte und sich in der Bundesrepublik Deutschland in Fischerhude bei Bremen niederließ. 1972 erhielt er während der Gründungsperiode den Ruf an die Universität Bremen. Seine Frau Halina Jaroslawska unterrichtete von 1972 bis 1987 als Professorin für Politische Ökonomie ebenfalls an der Universität Bremen.

Seine politische und wissenschaftliche Sichtweise entwickelte sich stark geprägt von dem fortwährenden Diskurs mit dem polnischen Philosophen Leszek Kołakowski, mit dem ihn eine lebenslange Freundschaft verband.
Nach seiner Emeritierung (1990) widmete er sich fünf Jahre lang einem „politischen Tagebuch“. Darin notierte er als Chronist seiner Zeit, die herausragenden Ereignisse dieser an Umwälzungen, nationalen und internationalen Konflikten reichen Zeit (1991–1995), die er auf der Grundlage seiner Erfahrung des Krieges auch aus einer einzigartigen Perspektive kommentierte.

## Werke
- Theorie der sozialistischen Revolution. Vorwort Leszek Kolakowski. Hoffmann und Campe, Hamburg 1973, ISBN 3-455-09091-5 (aus dem Polnischen übersetzt von Edda Werfel).
- Soziologie der kommunistischen Partei. Campus, Frankfurt/Main 1978, ISBN 3-593-32309-5 (aus dem Polnischen übersetzt von Edda Werfel).
- Die Intellektuellen und der Sozialismus. Nomos, Baden-Baden 1981, ISBN 3-7890-0690-4 (aus dem Polnischen übersetzt von Edda Werfel).
- Die marxistische Bewegung und die Polenfrage. Nomos, Baden-Baden 1989, ISBN 3-7890-1767-1 (aus dem Polnischen übersetzt von Robert Jaroslawski)
- Was einem so durch den Kopf geht … Tagebuch eines polnischen Intellektuellen 1991. Donat Verlag, Bremen 2025, ISBN 978-3-949116-28-5 (aus dem Polnischen übersetzt, herausgegeben und eingeleitet von Robert Jaroslawski, Nachwort von Helmut Donat)